# القبو (حمص)
القبو بلدة وناحية إدارية تتبع منطقة حمص في محافظة حمص في سورية. بلغ عدد سكان الناحية 45,636 نسمة حسب تعداد عام 2004.

## التسمية
القبو في اللغة هو طائر يفرد جناحيه، فقرية القبو تتربع على ثلاث تلال متوسطة الارتفاع.. جميلة جدا من حيث البيئة الطبيعية التي أنعم الله بها على هذه المنطقة كلها في سوريا بدايتها على التلة الوسطى وتمتد عن الجانبين على التلة اليمنى وارتفاعا على التلة اليسرى. وتمتد خلفها بساتين الزيتون والكرمة والتين على مد البصر وفي كل اتجاه غربا وشرقا شمالا وجنوبا، وتتخللها بعض المساحات المزروعة بالحبوب[ ؟ ]، وبعضها كمراعي للثروة الحيوانية في البلدة. لكن هذه المساحات تنحسر أمام زحف غراس الزيتون عاما بعد عام لتصبح هذه الشجرة المباركة الشجرة الأولى في بلدة القبو وجوارها.
تبعد عن حمص 30 كم باتجاه الشمال الغربي. ترتفع عن سطح البحر 600 م مناخها معتدل صيفاً بارد شتاءً معدل الأمطار 800 مم سنوياً. يعود تاريخها إلى الحقبة الرومانية حيث وجدت بعض الكتابات والنقوش الرومانية على الأحجار التي بنيت منها الركية (خزان ماء مبني من الحجر البازلتي تتدفق المياه اليه عبر قناة مدفونة في الأرض) تشتهر القبو بزراعة الزيتون والعنب ويعتقد ان سبب التسمية يعود لوجود الاقبية الرومانية القديمة.